# アーミル・カーン・プロダクション
アーミル・カーン・プロダクション（Aamir Khan Productions）は、インドのムンバイに拠点を置く映画製作会社、映画配給会社。1999年にアーミル・カーンが設立した。B・シュリニヴァス・ラオとキラン・ラオがプロデューサーとして同社に所属している。
同社は従来のマサラ映画の再定義と近代化を行い、社会問題の意識を取り入れた独自の映画ブランドを確立したとされている。同社の製作映画は商業的なマサラ映画と現実主義的なパラレル映画の区別を曖昧なものにし、前者のエンターテインメント性と後者の力強いメッセージ性を組み合わせたことにより、国内外での興行的成功と批評面での高い評価を得ることになった。

## 歴史
1999年、アーミル・カーンは主演を務める『ラガーン』を製作するため、アーミル・カーン・プロダクションを設立した。これは『ラガーン』の脚本を購入する映画製作会社が存在しなかったためであり、同作にはラインプロデューサーとしてB・シュリニヴァス・ラオが参加している。同作は2001年に公開されて興行的な成功を収め、アカデミー外国語映画賞にインド代表作品としてノミネートされた他、フィルムフェア賞や国際インド映画アカデミー賞など多くの国内映画賞を受賞した。
B・シュリニヴァス・ラオはアーミルの監督デビュー作『地上の星たち』でエグゼクティブ・プロデューサーを務めた後にアーミル・カーン・プロダクションのエグゼクティブ・プロデューサーに就任し、同社の製作作品全てに参加している。アーミルは同作で監督・主役を務め、ダルシール・サファリー、ティスカー・チョープラーと共演した同作はフィルムフェア賞 作品賞を受賞するなど批評家から高い評価を得た。また妻のキラン・ラオも助監督として製作に参加している。2008年に『君が気づいていなくても』を製作しており、同作はアッバス・タイヤワーラーが監督を務め、アーミルの甥イムラン・カーンのデビュー作となった。2010年に『こちらピープリー村』を製作し、同作はアヌーシャ・リズヴィが監督を務め、メルボルン国際映画祭で上映された。
2011年にキラン・ラオが監督・原案を務めた『ムンバイ・ダイアリーズ』を製作し、続けて『デリー・ゲリー』を製作する。同作はアーミル・カーン・プロダクションの「クリーンで家族向けなエンターテインメント」を提供するというイメージを崩壊させるリスクを背負いながら製作されたブラックコメディである。2012年に『Talaash: The Answer Lies Within』を製作した。同作はリーマー・カーグティーが監督を務め、エクセル・エンターテインメントと共同製作している。2016年に『ダンガル きっと、つよくなる』を製作しており、同作はニテーシュ・ティワーリーが監督を務め、ブロックバスターを記録した。2017年に『シークレット・スーパースター』を製作した。同作はアーミルのマネージャーを務めたアドヴェイト・チャンダンが監督を務め、『ダンガル きっと、つよくなる』を超えるヒットを記録した。

## 製作作品

### 映画
- ラガーン（2001年）

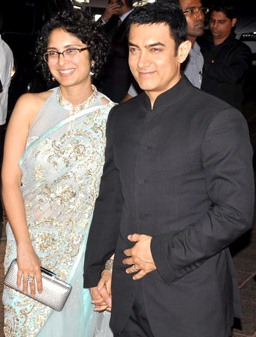
アーミル・カーン、キラン・ラオ夫妻

- Madness in the Desert（2004年）
- 地上の星たち（英語版）（2007年）
- 君が気づいていなくても（英語版）（2008年）
- こちらピープリー村（英語版）（2010年）
- ムンバイ・ダイアリーズ（2011年）
- デリー・ゲリー（英語版）（2011年）
- Talaash: The Answer Lies Within（2012年）
- ダンガル きっと、つよくなる（2016年）
- シークレット・スーパースター（2017年）
- Rubaru Roshni（2019年）※テレビ映画
- Lal Singh Chadda（2020年）
- 花嫁はどこへ?（2023年）

### テレビ番組
- 真実のみが勝つ（英語版）（2012年、2014年）